# 1217年
| 千纪： | 2千纪 |
| 世纪： | 12世纪 \| 13世纪 \| 14世纪 |
| 年代： | 1180年代 \| 1190年代 \| 1200年代 \| 1210年代 \| 1220年代 \| 1230年代 \| 1240年代                                                                             |
| 年份： | 1212年 \| 1213年 \| 1214年 \| 1215年 \| 1216年 \| 1217年 \| 1218年 \| 1219年 \| 1220年 \| 1221年 \| 1222年                                                   |
| 纪年： | 丁丑年（牛年）；西夏光定七年；大理天开十三年；蒙古太祖十二年；金贞祐五年，興定元年；南宋嘉定十年；蒲鲜万奴天泰三年；張致興隆二年；越南建嘉七年；日本建保五年 |

## 大事记
- 中国
  - 正月，西夏應蒙古的徵調，派兵三萬攻金，於寧州大敗。
  - 九月，金宣宗改元興定，赦國內。
  - 東遼皇帝耶律金山被部下耶律統古與殺害，不久後耶律統古與又被耶律喊舍所殺。
  - 蒲鮮萬奴乘木華黎南下之際，蒲鮮萬奴殺死蒙古監軍，起兵反抗，率部遷往圖們江流域，都南京，國北起老爺嶺，南至今朝鮮黃海南道，東抵鯨海，西及張廣才嶺。
  - 西夏拒絕蒙古的徵調，蒙古發動第四次征夏戰，渡河圍中興府。神宗出奔西涼府，卻令太子李德旺留在都城中興府，李德旺唯有遺使求和，蒙古兵退夏神宗才又返回，附蒙侵金政策失敗。
  - 成吉思汗派兀良哈部的速不台追殺蔑兒乞人，次年於楚河地區剿滅蔑兒乞殘部。
  - 成吉思汗移師花剌子模，封木華黎為太師、國王，並授予代表蒙古大汗權威的九斿大旗，將華北經略大事，悉數授權木華黎統轄，木華黎改中都為燕京。
- 日本
  - 征夷大將軍源實朝委託宋朝的技術人員陳和卿建造一艘大船渡宋，最後因船隻無法浮於水面而失敗。

## 逝世
- 耶律金山，東遼君主。
- 耶律統古與，東遼君主。